# Grand-Place u Bruxellesu
Grand-Place (francuski za "Veliki trg"; nizozemski: Grote Markt) je središnji trg u Bruxellesu. Čine ga cehovske građevine koje ga okružuju od kojih su najpoznatije Kraljevska kuća (francuski: Maison du Roi; nizozemski: Broodhuis, tj. "Pekarski dom") i Gradska vijećnica u Bruxellesu. Trg je najpoznatija turistička destinacija i najveća znamenitost u gradu, pored Atomiuma i fontane Manneken Pis. Proteže se na 68 x 110 metara (1.800 m²) i od 1998. godine upisan je na UNESCO-ov popis mjesta svjetske baštine u Europi kao primjer homogenog spoja javnih i privatnih građevina s kraja 17. st. koje pokazuju veliki stupanj društvenog, političkog i kulturnog života ovog velikog trgovačkog središta.

## Povijest
Karlo, vojvoda donje Lotaringije, je u 10. stoljeću izgradio utvrdu na riječkom otoku Saint-Géry, strateškom položaju odakle se mogla kontrolirati rijeka Seine od mjesta gdje postaje plovna. Do konca 11. stoljeća oko utvrde je iznikao grad Bruxelles, a na močvarnom središtu pored utvrde nastala je otvorena tržnica 
Nedermerckt, ili Donja tržnica. Tržnica se nalazila na obali Seine na važnom trgovačkom putu Steenweg (nizozemski: prolaz) koji je povezivao Rajnsku oblast s Flanrdijskim vojvodstvom.
Početkom 13. stoljeća, oko Grand-Place su izgrađene zatvorene tržnice: mesarskog, pekarskog ceha i ceha trgovaca tkaninama. Građevine su pripadale vojvodi od Brabanta koji je na ovaj način omogućio trgovinu i po lošem vremenu, u cilju prikupljana većeg poreza od trgovaca. ve zgrade su, zajedno s drugima od drveta i kamena, zatvorile Grand-Place.
Razvojem trgovine, u 14. stoljeću, trgovci koji su upravljali gradom, su uzdignuti na razinu plemstva, a vojvoda je u nedostatku novca morao njima predati i kontrolu nad mlinovima i sveokupnom trgovinom. Uslijedilo je uređivanje trga s velikom trgovinom tkaninama na južnoj strani, poput onih u Mechelenu i Leuvenu, pri čemu su gradski oci izuzeli (konficirali) mnoge privatne zgrade kako bi trg dobio pravilan oblik. Gradska palača u Bruxellesu, sjedište svjetovne vlasti grada, je izgrađena na južnoj strani trga od 1401. – 1455. godine. Njezini tornjevi su visoki 96 metara s 3 metra visokom lanternom sa skulpturom sv. Mihovila koji ubija demona. Kako bi uravnotežio ovaj simbol svjetovne moći, vojvoda Brabanta je nasuprot nje, dao izgraditi tzv. "Kraljevku kuću" (srednjenizozemski: Conincxhuys, francuski: Maison du roi), iako kralj nikada nije boravio u njoj, te su je nizozemci nastavili zvati "Pekarski dom" (Broodhuis) jer je bila izgrađena na mjestu bivše pekarske tržnice. Ostatak ivice Grand-Placea zatvorile su kuće bogatih trgovaca i cehova Bruxellesa.
Sve građevine na trgu su strašno stradale u francuskom bombardiranju 1695. godine. Nakon požara, samo su kamena fasada gradske vijećnice i nekoliko kuća na trgu preživjele. Sljedećih godina gradski cehovi su obnovili trg pod upravom guvernera Bruxellesa koji je insistirao na skladnom i pravilnom planu, usprkos različitih stilova građevina: gotika, barok i francuski stil Luja XIV.
Koncem 18. stoljeća, revolucionari su opustošili Grand-Place, pri čemu su uništili kipove plemića i kršćanske simbole. Cehovsku imovinu je država konfiscirala i prodala, a zgrade su zanemarene i zapuštene, te su im fasade na koncu prebojene i prekrivene neukusnim štuko ukrasima koje je oštetila zagađenost zraka. Koncem 19. stoljeća gradonačelnik Charles Buls je trgu povratio negdašnji sjaj obnovivši njene znamenite zgrade.
Trg je bio gradskom tržnicom sve do 19. studenog 1959. godine, te čak i susjedne ulice još uvijek imaju nazive prema određenim djelatnostima koje su tu obavljane, poput Ulice trgovaca putrom, sirevima, haringama, ugljenom itd. Kuća pivarskog ceha je danas Muzej piva. Svake dvije godine, od 1971., u kolovozu trg biva prekriven tepihom od cvijeća koji tu ostaje nekoliko dana. Cvjetni tepih je postao velikom turističkom atrakcijom.
- Trg 1895. godine
- Cehovske kuće na trgu
- Gradska vijećnica u Bruxellesu
- Kraljevska kuća
- Cvjetni tepih 2014.
- Trg noću